# San Nicolás (Madrid)
San Nicolás es una zona residencial en el barrio de Los Ángeles, distrito de Villaverde (Madrid).

## Situación
Pertenece al distrito de Villaverde, en la ciudad de Madrid, dentro del distrito pertenece a la división administrativa de Los Ángeles, donde se encuentra al sur, comenzando en la calle Anoeta.

## Calles
- C/ Arama
- C/ Totanes
- C/ Noez
- Travesía Arechavaleta
- C/ Arechavaleta
- C/ Orio
- C/ Escoriaza
- C/ Lazcano
- C/ Lezo

## Límites
- Ciudad de Los Ángeles al norte,
- Colonia Valdecilla (Villaverde Bajo) al este,
- Colonia el Cruce (pertenece a San Andrés) al sur,
- Colonia Virgen de los Desamparados (pertenece a Los Ángeles) al oeste.

## Comunicación y transportes
- Actualmente hay varias líneas de autobuses urbanos (EMT) que rodean el barrio, como la 18 (Pza. Mayor-Villaverde Cruce), la 22 (Legazpi-Villaverde Alto), la 86 (Atocha-Villaverde Alto), la 116 (Embajadores-Villaverde Cruce) y la 130 (Vicálvaro-Villaverde Alto).
- Así mismo también hay 2 líneas interurbanas (Verdes) que prestan servicio en la zona, la 432 (Villaverde Cruce-Leganés) y la 448 (Legazpi-Villaverde-Getafe).

- El metro está ubicado en el barrio desde el 21 de abril de 2007, siendo la estación más cercana la de "Villaverde Bajo-Cruce" de la Línea 3.

- El tren de cercanías queda cercano, la estación más próxima es la de "Puente Alcocer".

- En cuanto a carretera para ir hacia el centro de Madrid, se utiliza la Avenida de Andalucía, paralela durante unos metros a una calle de la colonia.

## Educación
No hay ningún centro educativo dentro de la colonia, pero el Instituto de Enseñanza Secundaria Los Ángeles se sitúa enfrente, hacia el norte, en la calle Anoeta.

## Edificios
Tan solo hay 2 edificios de dos alturas, el resto tienen entre 4 y 11 plantas.
- Datos: Q6119478